# Newtown (distrito)
Newtown é um distrito localizado no estado americano de Connecticut, no Condado de Fairfield.

## Demografia
Segundo o censo americano de 2000, a sua população era de 1843 habitantes.
Em 2006, foi estimada uma população de 1829, um decréscimo de 14 (-0.8%).

## Geografia
De acordo com o United States Census Bureau tem uma área de 6,0 km², dos quais 6,0 km² cobertos por terra e 0,0 km² cobertos por água. Newtown localiza-se a aproximadamente 102 m acima do nível do mar.

## Localidades na vizinhança
O diagrama seguinte representa as localidades num raio de 24 km ao redor de Newtown.